# Benedetto Pola
Benedetto Pola (17 de abril de 1915 — 1 de agosto de 2000) foi um ciclista italiano. Competiu pela Itália em dois eventos nos Jogos Olímpicos de 1936, em Berlim.